# Yeongcheon
Yeongcheon (kor. 영천시) ist eine Stadt in der südkoreanischen Provinz Gyeongsangbuk-do. Sie liegt mit ihren 105.721 Einwohnern (Stand: 2019) am Ostrand von Daegu und ca. 350 km südöstlich von Seoul.

## Verkehr
Im Nordwesten der Stadt kreuzen sich die Schnellstraßen Expressway 1 und Expressway 20.

## Sehenswürdigkeiten
Der aus dem Jahr 809 stammende Eunhaesa-Tempel zählt zu den Nationalschätzen Südkoreas.

## Städtepartnerschaften
Yeongcheon listet zwei Städtepartnerschaften auf:
| Stadt    | Land                              | seit |
| -------- | --------------------------------- | ---- |
| Kaifeng  | Zentralchina, Volksrepublik China | 2005 |
| Kuroishi | Aomori, Japan                     | 1984 |

## Söhne und Töchter der Stadt
- Jeong Mong-ju (1337–1392), Politiker
- Kim Moon-soo (* 1951), Politiker und Gewerkschafter
- Park Jeong-a (* 1981), Schauspielerin